# قلعه‌نو (درمیان)
قلعه نو روستایی در دهستان گزیک بخش گزیک شهرستان درمیان استان خراسان جنوبی ایران است. بر پایه سرشماری عمومی نفوس و مسکن در سال ۱۳۹۰ جمعیت این روستا ۲۱ نفر (در ۵ خانوار) بوده است.